# Hessisches Ministerium des Innern, für Sicherheit und Heimatschutz

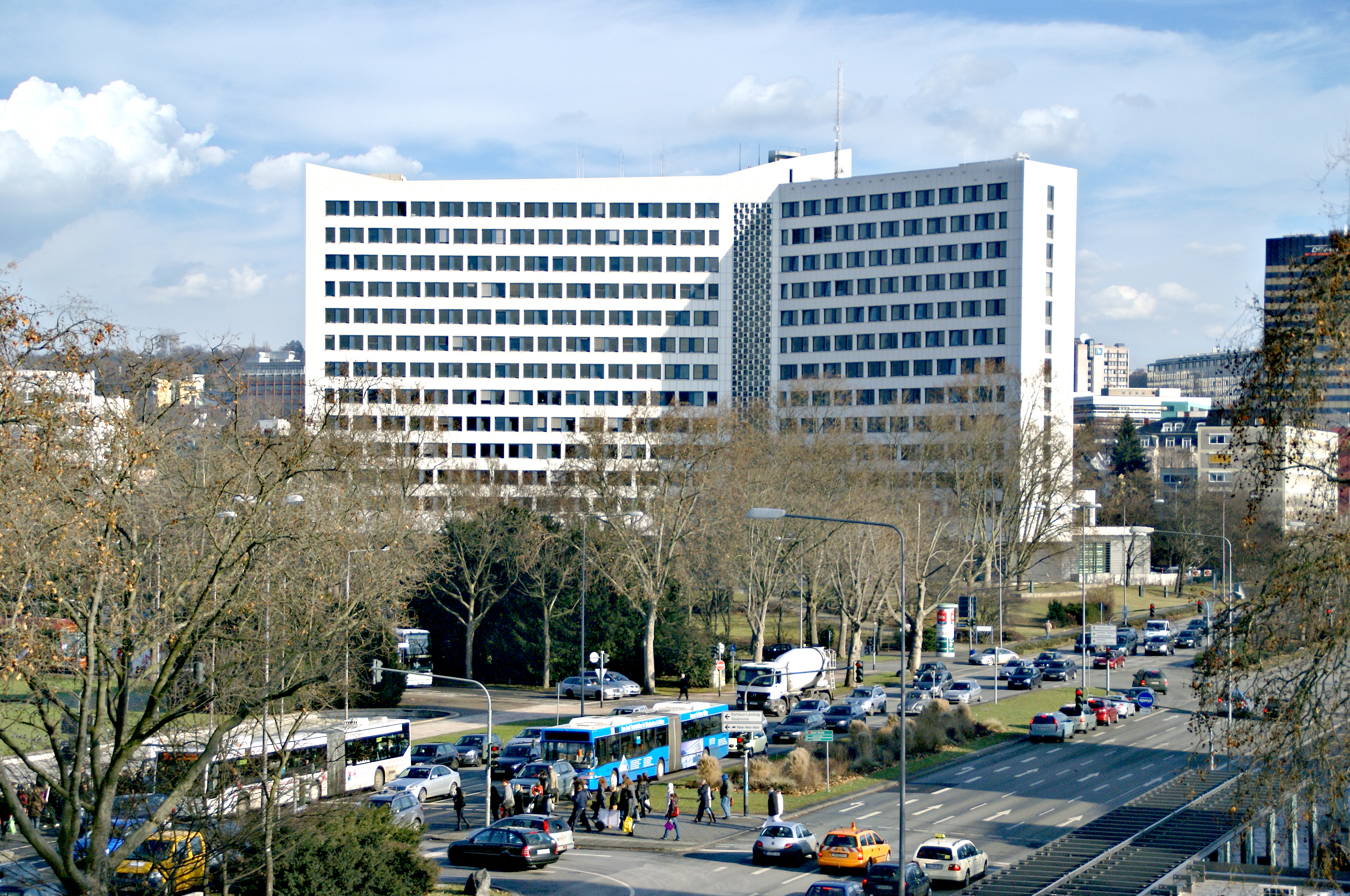
Hessisches Ministerium des Innern, für Sicherheit und Heimatschutz

Das Hessische Ministerium des Innern, für Sicherheit und Heimatschutz (HMdI) ist eine oberste Behörde des Landes Hessen. Seit dem Jahr 1968 hat es seinen Hauptsitz in einem ursprünglich für das Regierungspräsidium Wiesbaden (aufgelöst 1968) neugebauten Hochhaus in der Nähe des Hauptbahnhofs der Landeshauptstadt Wiesbaden. Die ursprüngliche Bezeichnung des Ministeriums in den ersten Jahrzehnten nach Gründung des Landes Hessen lautete Der Hessische Minister des Innern. Behördenleiter ist seit dem 18. Januar 2024 der Minister Roman Poseck (CDU). Gemäß dem Landeshaushaltsplan 2023/2024 beträgt das Haushaltsvolumen des Innenministeriums im Jahr 2024 3.562.043.600 Euro (Soll).

## Aufgaben
Die Aufgaben Ministeriums sind:
- Grundsatzfragen der allgemeinen Verwaltungs- und Behördenorganisation, insbesondere der Verwaltungsautomation (E-Government) sowie des Datenschutzes,
- Durchführung der Wehrgesetzgebung, der allgemeinen Wahlen und Abstimmungen, des Staatsangehörigkeits- und Personenstandswesen
- Verfassungsschutz
- Polizeirecht und Polizeiarbeit
- Kommunale Angelegenheiten und Kommunalaufsicht
- Ausländerrecht und Asylverfahren

### Nachgeordnete Behörden
Unmittelbar nachgeordnete Behörden, die in den Geschäftsbereich des Innenministeriums fallen, sind die Regierungspräsidien, das Landesamt für Verfassungsschutz Hessen, die Hessische Hochschule für Polizei und Verwaltung, das Präsidium für Technik, Logistik und Verwaltung und die Hessische Landesfeuerwehrschule.
Folgende hessischen Polizeibehörden unterstehen dem Innenministerium:
- Hessisches Landeskriminalamt,
- Hessisches Polizeipräsidium Einsatz und die
- Polizeipräsidien.

Seit dem 1. Januar 2012 ist die Hessische Bezügestelle ebenfalls dem Innenministerium nachgeordnet.
Am 1. Januar 2022 wurde die Hessische Bezügestelle in das Regierungspräsidium Kassel eingegliedert.
Früher war auch die Polizeiakademie Hessen dem Ministerium nachgeordnet.

### Staatsaufsicht
Das Innenministerium nimmt die Staatsaufsicht über die kreisfreien Städte Frankfurt am Main und Wiesbaden wahr. Ebenfalls der Staatsaufsicht des Ministeriums unterliegen der Regionalverband FrankfurtRheinMain, der Landeswohlfahrtsverband Hessen und der Hessische Verwaltungsschulverband.
Die Zusatzversorgungskassen der Staatsbediensteten in Hessen (die Kommunale Zusatzversorgungskassen, Beamtenversorgungskasse Kurhessen-Waldeck, die Kommunalbeamten-Versorgungskasse Nassau und die Versorgungskasse für die Beamten der Gemeinden und Gemeindeverbände in Darmstadt) werden ebenfalls durch das Innenministerium beaufsichtigt.

## Organisation
Der Minister wird als Behördenleiter vertreten durch Staatssekretär Martin Rößler. Bis 2013 gehörte zum Ministerium noch ein Staatssekretär als Bevollmächtigter für E-Government und Informationstechnologie in der Landesverwaltung.
Es bestehen sieben Abteilungen:
- Abteilung Z: Zentralabteilung
- Abteilung I: Dienstrecht, Tarifrecht
- Abteilung II: Rechtsabteilung
- Abteilung LPP: Landespolizeipräsidium
- Abteilung IV: Kommunale Angelegenheiten
- Abteilung V: Brand- und Katastrophenschutz, Heimatschutz und Krisenmanagement
- Abteilung VI: Informations- und Cybersicherheit

Zum Landeswahlleiter hat das Ministerium Wilhelm Kanther ernannt, der im Hauptamt Leiter der Rechtsabteilung ist.

## Bisherige Staatsminister

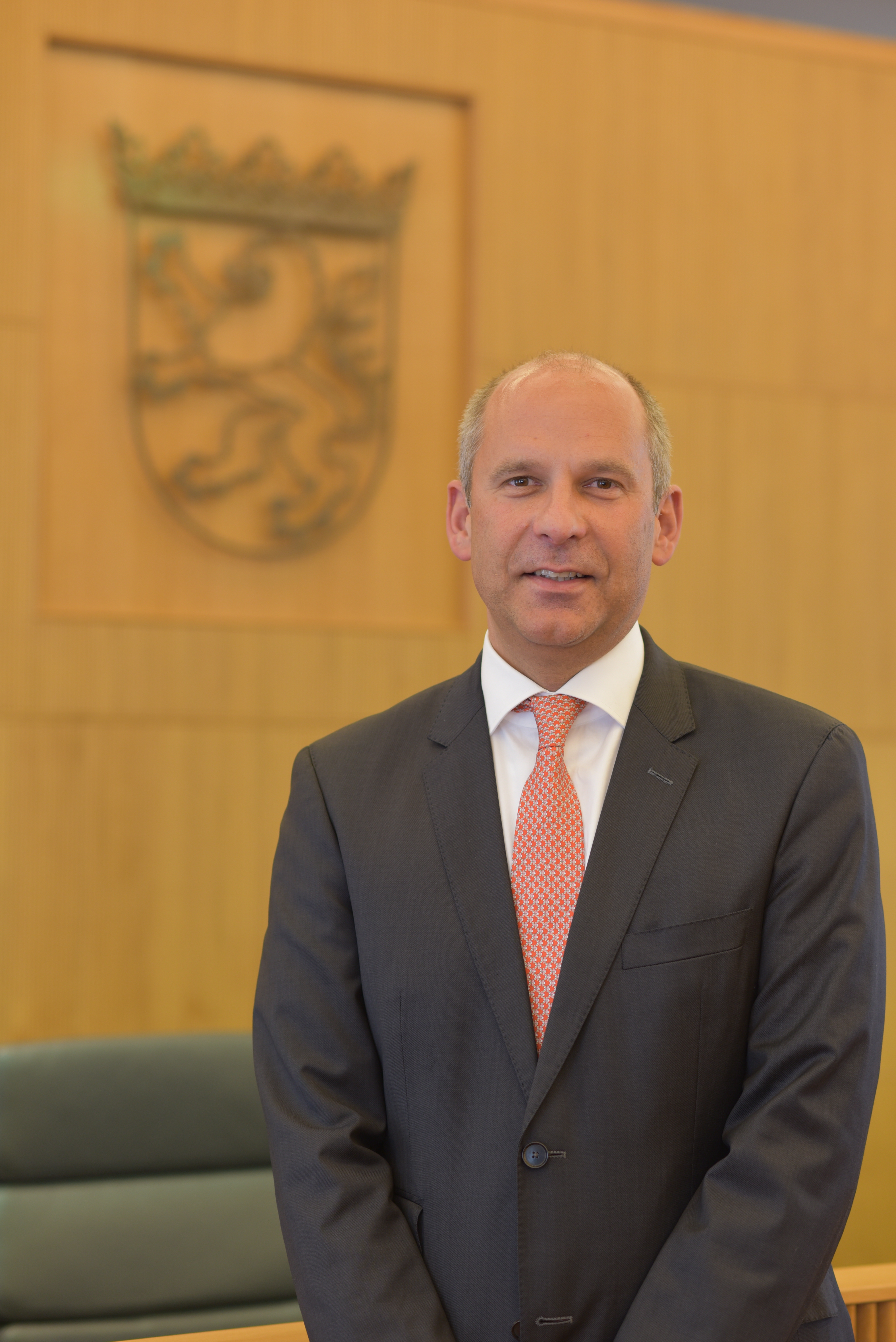
Staatsminister Roman Poseck (CDU)

| Name                                                                | Amtsantritt                                                     | Kabinett                         | Partei              |
| Minister des Innern                                                 | Minister des Innern                                             | Minister des Innern              | Minister des Innern |
| ------------------------------------------------------------------- | --------------------------------------------------------------- | -------------------------------- | ------------------- |
| Hans Venedey                                                        | 14. Oktober 1945                                                | Geiler                           | SPD                 |
| Heinrich Zinnkann                                                   | 7. August 1946 7. Januar 1947 10. Januar 1951                   | Geiler Stock Zinn I              | SPD                 |
| Minister des Innern und für Wiederaufbau                            |                                                                 |                                  |                     |
| Heinrich Zinnkann                                                   | 7. Januar 1947                                                  | Stock                            | SPD                 |
| Minister des Innern                                                 |                                                                 |                                  |                     |
| Heinrich Zinnkann                                                   | 9. November 1949 10. Januar 1951                                | Stock Zinn I                     | SPD                 |
| Heinrich Schneider                                                  | 19. Januar 1955 29. Januar 1959 31. Januar 1963 18. Januar 1967 | Zinn II Zinn III Zinn IV Zinn V  | SPD                 |
| Johannes Strelitz                                                   | 22. Oktober 1969                                                | Osswald I                        | SPD                 |
| Hanns-Heinz Bielefeld                                               | 16. Dezember 1970 18. Dezember 1974                             | Osswald II Osswald III           | FDP                 |
| Ekkehard Gries                                                      | 20. Oktober 1976 14. Dezember 1978                              | Börner I Börner II               | FDP                 |
| Herbert Günther                                                     | 28. September 1982                                              | Börner II                        | SPD                 |
| Horst Winterstein                                                   | 4. Juli 1984                                                    | Börner III                       | SPD                 |
| Gottfried Milde                                                     | 24. April 1987                                                  | Wallmann                         | CDU                 |
| Karl-Heinz Koch (kommissarisch)                                     | 6. November 1990                                                | Wallmann                         | CDU                 |
| Hartmut Nassauer                                                    | 20. November 1990                                               | Wallmann                         | CDU                 |
| Minister des Innern und für Europaangelegenheiten                   |                                                                 |                                  |                     |
| Herbert Günther                                                     | 5. April 1991                                                   | Eichel I                         | SPD                 |
| Minister des Innern                                                 |                                                                 |                                  |                     |
| Herbert Günther                                                     | 1. Februar 1994                                                 | Eichel I                         | SPD                 |
| Gerhard Bökel                                                       | 12. Juni 1994                                                   | Eichel I                         | SPD                 |
| Minister des Innern und für Landwirtschaft, Forsten und Naturschutz |                                                                 |                                  |                     |
| Gerhard Bökel                                                       | 5. April 1995                                                   | Eichel II                        | SPD                 |
| Minister des Innern und für Sport                                   |                                                                 |                                  |                     |
| Volker Bouffier                                                     | 7. April 1999 5. April 2003 5. Februar 2009                     | Koch I Koch II Koch III          | CDU                 |
| Boris Rhein                                                         | 31. August 2010                                                 | Bouffier I                       | CDU                 |
| Peter Beuth                                                         | 18. Januar 2014 18. Januar 2019 31. Mai 2022                    | Bouffier II Bouffier III Rhein I | CDU                 |
| Minister des Innern, für Sicherheit und Heimatschutz                |                                                                 |                                  |                     |
| Roman Poseck                                                        | 18. Januar 2024                                                 | Rhein II                         | CDU                 |

## Früheres Gebäude des Ministeriums

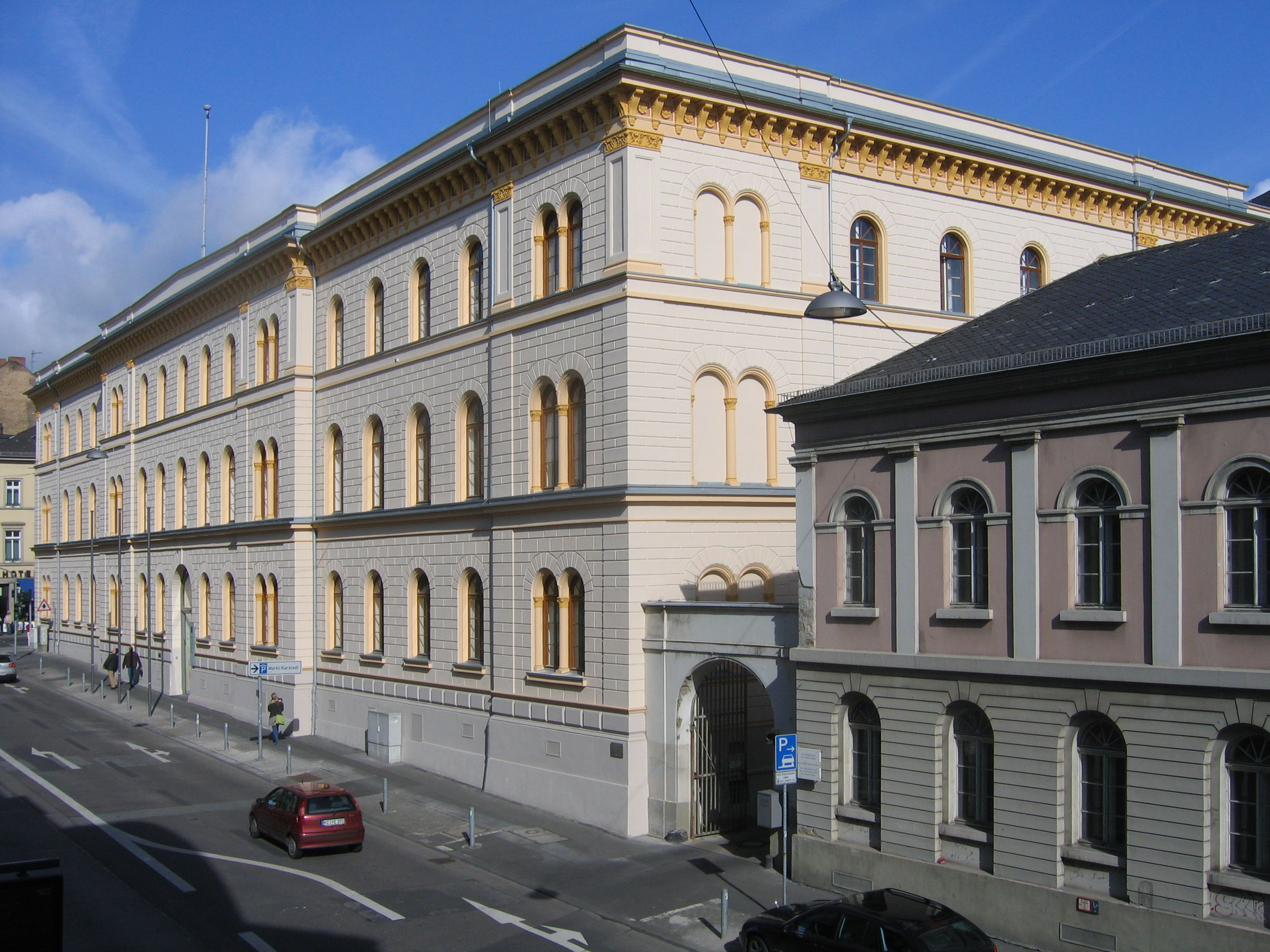
Früheres Gebäude in der Luisenstraße, Wiesbaden

In der Zeit von 1955 bis 1969 nutzte das Innenministerium das heutige Gebäude des Justizministeriums in der Wiesbadener Luisenstraße, das 1838 bis 1843 als Sitz des Gesamtministeriums des Herzogtums Nassau erbaut wurde.
Im Jahr 1968 zog das Innenministerium in den Neubau an der Friedrich-Ebert-Allee.